# Kropfsdorf (Gemeinde St. Veit an der Gölsen)
Kropfsdorf ist eine Ortschaft und eine Katastralgemeinde der Gemeinde St. Veit an der Gölsen im Bezirk Lilienfeld in Niederösterreich.

## Geschichte
Laut Adressbuch von Österreich waren im Jahr 1938 in Kropfsdorf ein Fuhrwerker, ein Maler, ein Schmied, ein Wagner und einige Landwirte ansässig.

## Siedlungsentwicklung
Zum Jahreswechsel 1979/1980 befanden sich in der Katastralgemeinde Kropfsdorf insgesamt 29 Bauflächen mit 11.950 m² und 29 Gärten auf 34.145 m², 1989/1990 gab es 30 Bauflächen. 1999/2000 war die Zahl der Bauflächen auf 153 angewachsen und 2009/2010 bestanden 75 Gebäude auf 160 Bauflächen.

## Bodennutzung
Die Katastralgemeinde ist landwirtschaftlich geprägt. 56 Hektar wurden zum Jahreswechsel 1979/1980 landwirtschaftlich genutzt und 32 Hektar waren forstwirtschaftlich geführte Waldflächen. 1999/2000 wurde auf 55 Hektar Landwirtschaft betrieben und 34 Hektar waren als forstwirtschaftlich genutzte Flächen ausgewiesen. Ende 2018 waren 52 Hektar als landwirtschaftliche Flächen genutzt und Forstwirtschaft wurde auf 34 Hektar betrieben. Die durchschnittliche Bodenklimazahl von Kropfsdorf beträgt 36 (Stand 2010).